# Henderson (Michigan)
Henderson – jednostka osadnicza w Stanach Zjednoczonych, w stanie Michigan, w hrabstwie Shiawassee.